# Terville Florange Olympique Club 2019-2020
Questa voce raccoglie le informazioni riguardanti il Terville Florange Olympique Club nelle competizioni ufficiali della stagione 2019-2020.

## Organigramma societario
Area direttiva
- Presidente: Daniel Mroczkowski

Area tecnica
- Allenatore: Romain Pitou

## Rosa
| N° | Nome                | Ruolo | Data di nascita   | Nazionalità sportiva |
| -- | ------------------- | ----- | ----------------- | -------------------- |
| 1  | Mariam Sidibé       | C     | 17 maggio 1993    | Francia              |
| 2  | Inga Polet          | S     | 17 agosto 2002    | Francia              |
| 3  | Anastasija Gorelina | O     | 24 agosto 1996    | Kazakistan           |
| 4  | Margaux Bouzinac    | P     | 4 settembre 1996  | Francia              |
| 6  | Kylie Pickrell      | P     | 5 settembre 1996  | Stati Uniti          |
| 7  | Eliise Hollas       | C     | 29 dicembre 1993  | Estonia              |
| 8  | Yousra Souidi       | L     | 16 agosto 2000    | Francia              |
| 9  | Mélandra Borel      | S     | 3 ottobre 1997    | Francia              |
| 10 | Ashlyn MacGregor    | C     | 25 settembre 1994 | Stati Uniti          |
| 11 | Júlia Kavalenka     | O     | 2 marzo 1999      | Portogallo           |
| 13 | Polina Bratuhhina   | S     | 7 dicembre 1987   | Estonia              |
| 16 | Courtney Schwan     | S     | 9 maggio 1996     | Stati Uniti          |
| 17 | Alicia Huet         | C     | 8 aprile 2001     | Francia              |
| 18 | Athénaïs Vivien     | L     | 12 luglio 1999    | Francia              |
| 19 | Perrine Blanc       | S     | 8 luglio 2003     | Francia              |
| 20 | Cassie Messein      | P     | 5 marzo 2002      | Francia              |

## Risultati

### Coppa di Francia

#### Fase a eliminazione diretta
| Primo turno - 22 ottobre 2019 Terville, Terville      | Terville Florange | 3 - 0 | SRD      | 25-17, 25-10, 20-25, 25-14 |
| Ottavi di finale - 29 ottobre 2019 Terville, Terville | Terville Florange | 0 - 3 | Venelles | 18-25, 20-25, 13-25        |